# Pingree
Pingree è un centro abitato (city) degli Stati Uniti d'America, situato nella Contea di Stutsman nello Stato del Dakota del Nord. Nel censimento del 2000 la popolazione era di 66 abitanti. La città è stata fondata nel 1882.

## Geografia fisica
Secondo i rilevamenti dell'United States Census Bureau, la località di Pingree si estende su una superficie di 0,50 km², tutti occupati da terre.

## Popolazione
Secondo il censimento del 2000, a Pingree vivevano 66 persone, ed erano presenti 21 gruppi familiari. La densità di popolazione era di 142 ab./km². Nel territorio comunale si trovavano 32 unità edificate. Per quanto riguarda la composizione etnica degli abitanti, il 98,48% era bianco e l'1,52% proveniva dall'Asia.
Per quanto riguarda la suddivisione della popolazione in fasce d'età, il 33,3% era al di sotto dei 18, il 4,5% fra i 18 e i 24, il 31,8% fra i 25 e i 44, il 22,7% fra i 45 e i 64, mentre infine il 7,6% era al di sopra dei 65 anni di età. L'età media della popolazione era di 32 anni. Per ogni 100 donne residenti vivevano 127,6 maschi.